# Малашко, Алексей Митрофанович
Алексей Митрофанович Малашко (бел. Малашка Аляксей Мітрафанавіч; род. 17 марта 1931, д. Замочулье, Белыничский район, БССР, СССР) — белорусский историк. Доктор исторических наук (1973), профессор (1975).

## Биография
С 1950 г. на комсомольской, журналистской и педагогической работе. В 1954 г. окончил Центральную комсомольскую школу при ЦК ВЛКСМ и Московский заочный пединститут, а в 1959 г.  — аспирантуру БГУ по кафедре истории КПСС. С 1958 г. ведёт научно-педагогическую работу в вузах Минска (Институт народного хозяйства). С 1960 года в Белорусском институте народного хозяйства, з 1961 года В БГУ, з 1973 году в Институте повышения квалификации при БГУ. С 1975 года в Белорусском технологическом университете, в 1973-1991 годах заведующий кафедрой истории КПСС.
В творческом наследии Малашко 11 монографий (некоторые в соавторстве), 14 брошюр и более 150 научных  и научно-методических статей.
Награждён юбилейной медалью в ознаменование 100-летия со многими грамотами государственных и общественных организаций.

## Научная деятельность
Исследует политическую историю России и Беларуси в 1917-1925, историю политических партий, национальных меньшинств на территории Беларуси. Один из авторов книг «Решения XXII съезда КПСС - развернутая программа построения коммунизма» (1962), «Курс лекций по истории КПСС» (ч. 1, 1971, 2-е изд. 1975), «История КПСС: структурно-логические схемы »(ч. 1, 1986), учебно-методических пособий по истории и культуре Беларуси.